# Desaparición de Lee Boxell
Lee Darren Boxell (Betchworth, Surrey; 16 de febrero de 1973) fue un joven británico que desapareció en el distrito londinense de Sutton (Inglaterra) el 10 de septiembre de 1988, cuando tenía 15 años de edad. Se le vio por última vez en Sutton High Street antes de decir que quizá iría a ver un partido de fútbol a Selhurst Park, estadio donde jugaba por aquel entonces el Charlton Athletic F. C., en Croydon.

## Desaparición
En la mañana del sábado 10 de septiembre de 1988, Lee Boxell salió de su casa en Cheam, en el distrito londinense de Sutton, para encontrarse con un amigo a las 11 de la mañana. Boxell y su amigo pasaron un par de horas mirando escaparates y se separaron a la una de la tarde. Cuando se marchaba, Boxell dijo que podría ir al estadio de fútbol Selhurst Park a ver un partido entre el Charlton Athletic F. C. y el Millwall F. C.
A pesar de los numerosos llamamientos realizados tanto en el programa Crimewatch de la BBC como en Selhurst Park y otros estadios de fútbol, nadie ha confirmado haber visto a Boxell en ninguno de los campos de fútbol de la zona. Sin embargo, un testigo afirmó haber visto a Boxell en el exterior de un establecimiento de Tesco en Sutton High Street (ahora un Asda) a las 14:20 horas. Esto significaba que era poco probable que Boxell hubiera llegado a tiempo a alguno de los campos de fútbol de la zona para el saque inicial de las 15 horas. No se ha vuelto a ver a Boxell desde entonces.

## Eventos posteriores
En 2012, otro testigo declaró que Boxell asistía a un club juvenil no oficial en el anexo de la iglesia de St. Dunstan en Cheam, conocido como "The Shed", que hasta entonces la policía desconocía. Tras amplias pesquisas, la policía descubrió que en la zona operaban pedófilos en el momento en que Boxell desapareció.
William Lambert, el excavador del cementerio de St. Dunstan que dirigía "The Shed", fue encarcelado durante once años en 2011, cuando tenía 75 años, tras abusar sexualmente de cuatro niñas que acudían al club. Entre junio y septiembre de 2012 la policía excavó parte del cementerio, excavaciones que se reanudaron en abril de 2013.
En 2013, coincidiendo con el que habría sido el 40 cumpleaños de Boxell, Crimewatch presentó otro llamamiento para recabar información, trabajando sobre la nueva teoría de que Boxell asistió a "The Shed" el día de su desaparición. Tras este llamamiento, se produjo una acusación de abuso sexual nunca antes denunciada, y la policía comenzó a trabajar sobre la teoría de que "Lee podría haber muerto tras intervenir para intentar detener los abusos sexuales en un club juvenil de Cheam".
En 2018, un portavoz de Scotland Yard confirmó que los detectives de casos sin resolver habían entrevistado a un posible testigo y que se estaba investigando nueva información que podría llevar a encontrar los restos de Boxell. Al año siguiente, Boxell apareció en una campaña de personas desaparecidas promovida por el club de fútbol italiano A. S. Roma.

## Sospechosos potenciales
En 2001, se sugirieron vínculos entre la desaparición de Boxell y Brian Lunn Field, un pedófilo y agresor sexual en serie que había sido detenido recientemente por el asesinato en 1968 de Roy Tutill, cuyo cadáver fue hallado en un bosque tres días después de su desaparición. Tutill había sido secuestrado en una calle de Chessington, a menos de seis kilómetros de Sutton, donde Boxell fue visto por última vez. La madre de Boxell descartó la existencia de un vínculo, afirmando que creía que Field estuvo en prisión entre 1987 y 1990.
Sin embargo, esto es inexacto, ya que aunque Field fue condenado en 1986 por el secuestro de dos niños en su coche y se le impuso una pena de cuatro años, no cumplió toda la condena y fue puesto en libertad en 1988 (el mismo año en que Boxell desapareció). La policía también sospecha que Field es responsable del secuestro y asesinato de Patrick Warren y David Spencer, dos chicos que desaparecieron en Solihull, villa de las Tierras Medias Occidentales, en 1996, mientras Field conducía una furgoneta por las inmediaciones del lugar donde fueron vistos por última vez. Estos chicos tampoco han sido encontrados nunca.